# Махале-Маунтінз (національний парк)
Національний парк Махале-Маунтінз — парк в Танзанії, розташований на березі озера Танганьїка в районі Кігома. За однією з версій назва заповідника пішла від гір Махале, що знаходиться в його межах, парк має декілька незвичайних характеристик. Це одна з двох захищених територій для шимпанзе в країні (інша знаходиться поблизу Національного парку Гомбе-Стрім, відомого завдяки дослідженням Джейн Гудолл). Населення шимпанзе в Національному парку Махале-Маунтінз є найбільшим відомим. Завдяки своїй величині та віддаленості, колонії шимпанзе процвітають. Це також єдине місце, де співіснують шимпанзе та леви. Ще одна незвичайна особливість парку полягає в тому, що він є одним з небагатьох у Африці, де потрібно ходити пішки. У межах парку немає доріг або іншої інфраструктури, а єдиним транспортом в парку та за його межами є човен на березі озера.
Гори Махале традиційно населяли люди племен Батонгве та Холохоло, їхня чисельність в 1987 р. була - 22 000 і 12 500 осіб відповідно. Коли в 1979 році був заснований Центр досліджень дикої природи гірських маврів, ці люди були вигнані з гір, щоб звільнити місце для парку, який відкрився в 1985 році. Маври були дуже пристосовані до природного середовища, живучи практично не впливаючи на екологію.

## Галерея

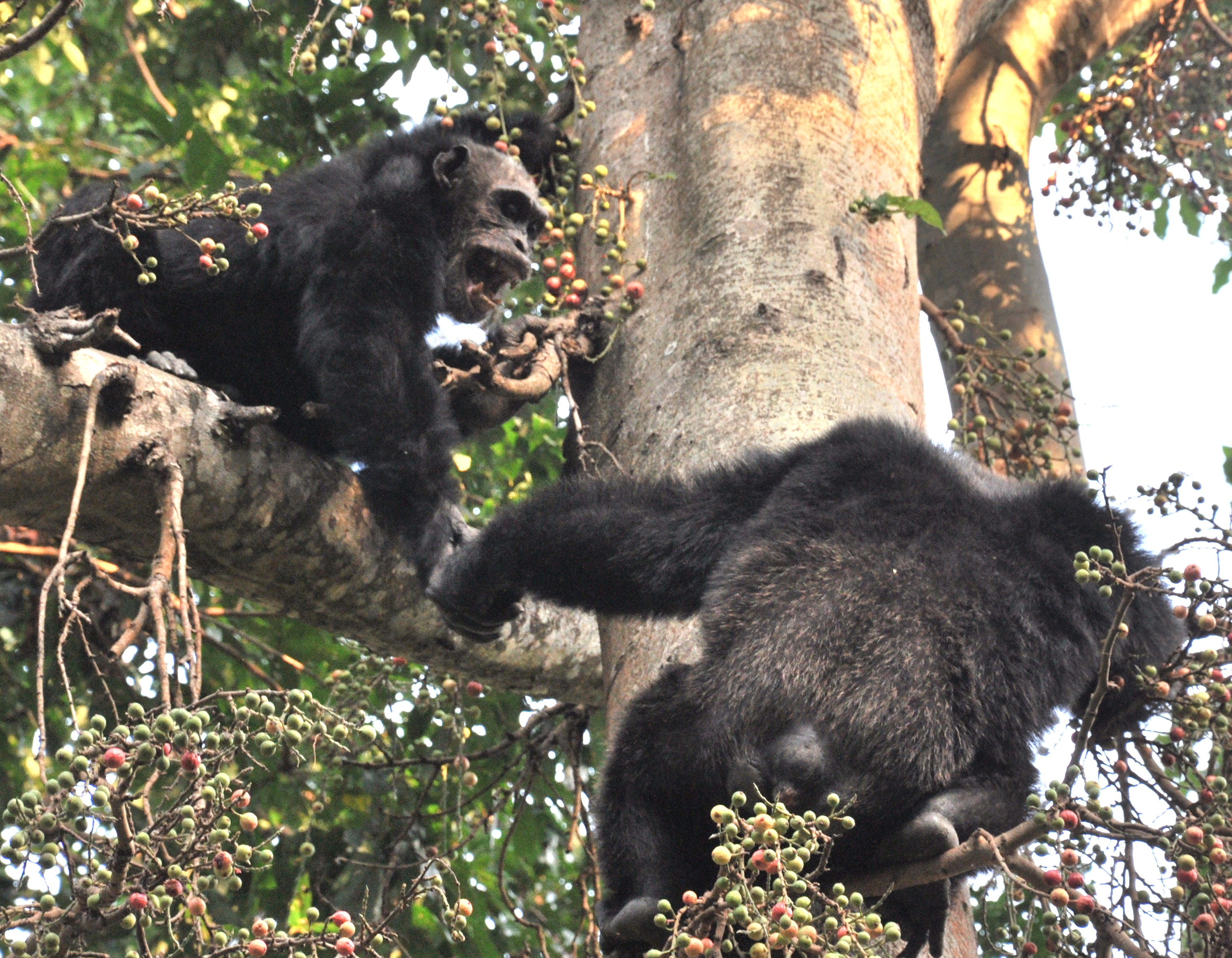
Двоє шимпанзе у національному парку Махале-Маунтінз
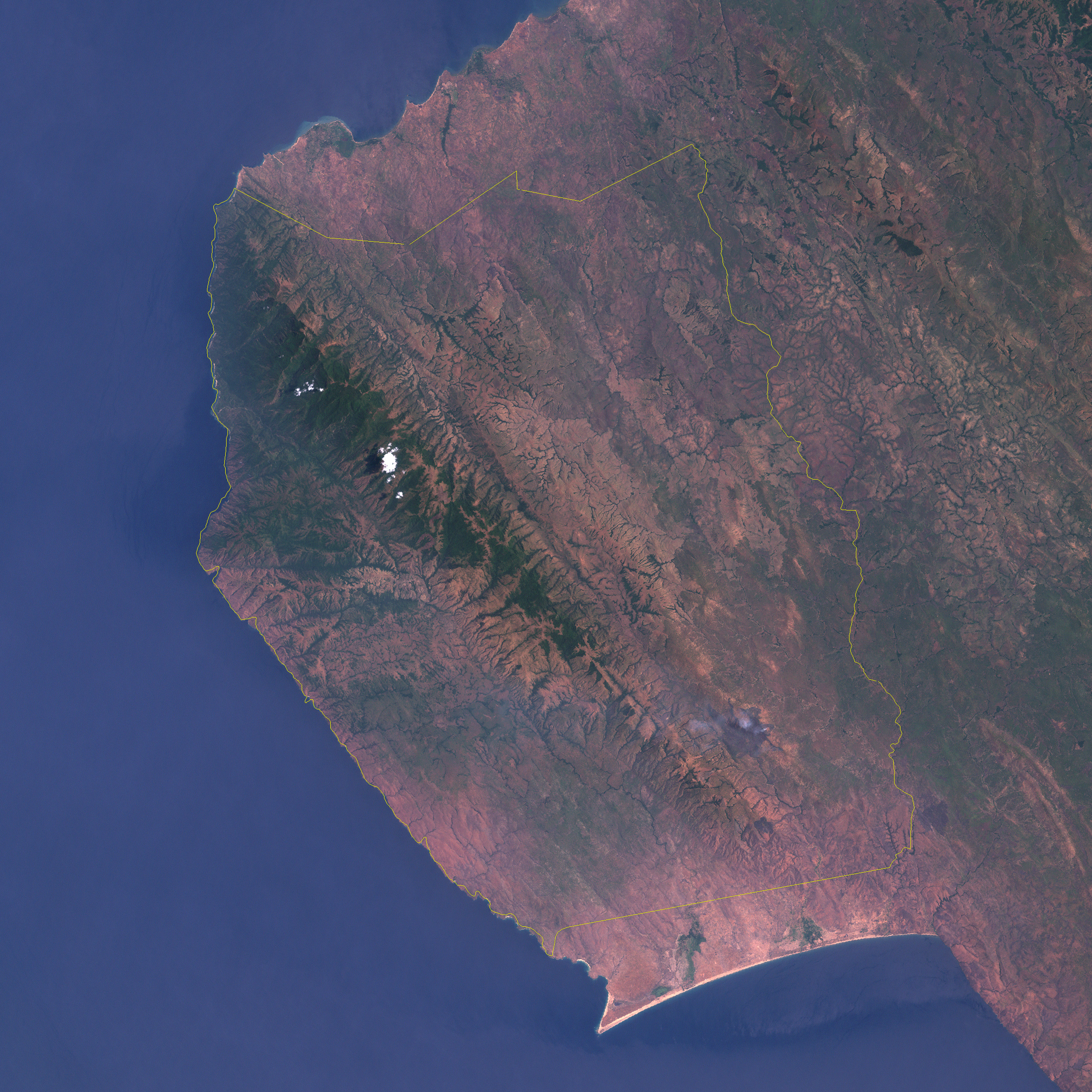
Образ парку із супутника. Обмеження виділено жовтим кольором.